# Ledčice
Ledčice (deutsch Letschitz, älter auch Lethschitz, Ledschitz) ist eine Gemeinde in Tschechien. Sie liegt zehn Kilometer südlich von Roudnice nad Labem und gehört zum Okres Mělník.

## Geographie
Der Rundling Ledčice befindet sich auf der Böhmischen Tafel im Quellgebiet des Baches Čepel. Westlich des Dorfes verläuft die Autobahn D8 / E 55, dahinter befindet sich das Areal einer Kiesgrube. Im Südwesten liegt der Sportflugplatz Sazená. Südlich erhebt sich der Hügel Škarechov (Skarehof, 270 m).
Nachbarorte sind Mnetěš und Černouček im Norden, Horní Beřkovice im Nordosten, Jeviněves im Osten, Vraňany und Mlčechvosty im Südosten, Vepřek, Nová Ves und Sazená im Süden, Miletice im Südwesten, Loucká im Westen sowie Straškov-Vodochody im Nordwesten.

## Geschichte
Archäologische Funde belegen eine Besiedlung des Ortes seit der Jungsteinzeit. Erste historische Nachrichten über Ledčice weisen das Dorf im Jahre 1102 als Besitz des Vršovci-Fürsten Nemoj aus. Dessen Sohn Mutina verkaufte sämtliche seine Güter im Jahre 1187 an das Kloster Doxan. Ottokar I. Přemysl bestätigte 1226 den Besitz des Prämonstratenserinnenklosters, dies ist auch eine erste urkundliche Erwähnung von Ledčice.
Während der Hussitenkrieges gelangte das Dorf an weltliche Besitzer. 1436 erwarb Jan Smiřický von Smiřice den Ort. Weitere Besitzer waren ab 1556 Samuel von Hrádek und ab 1616 Polyxena von Lobkowicz. Ledčice war zu dieser Zeit ein außergewöhnlich großes Dorf.
Nach der Aufhebung der Patrimonialherrschaften bildete Ledčice ab 1848 eine Gemeinde im Bezirk Roudnice. 1887 wurde in Ledčice die erste Kinderbewahranstalt Mittelböhmens errichtet. Seit 1961 gehört die Gemeinde zum Okres Mělník. Im Jahre 2001 errichtete die ALPINE stavebni spolecnost CZ, a.s. eine Sand-Kies-Wasch- und Brechanlage zur jährlichen Verarbeitung von 630.000 Tonnen Rohmaterial.

## Gemeindegliederung
Für die Gemeinde Ledčice sind keine Ortsteile ausgewiesen.

## Sehenswürdigkeiten
- barocke Kirche St. Wenzel, erbaut im 17. Jahrhundert anstelle eines gotischen Vorgängerbaus aus dem Jahre 1384
- Evangelische Kirche, errichtet 1784
- Schule, Neorenaissancebau aus dem Jahre 1886